# Eleccions legislatives neerlandeses de 2021
Les eleccions legislatives neerlandeses de 2021es van celebrar el 17 de març de 2021 per renovar els 150 membres de la Tweede Kamer mitjançant un sistema de llista de partit per representació proporcional.

## Eleccions en temps de pandèmia

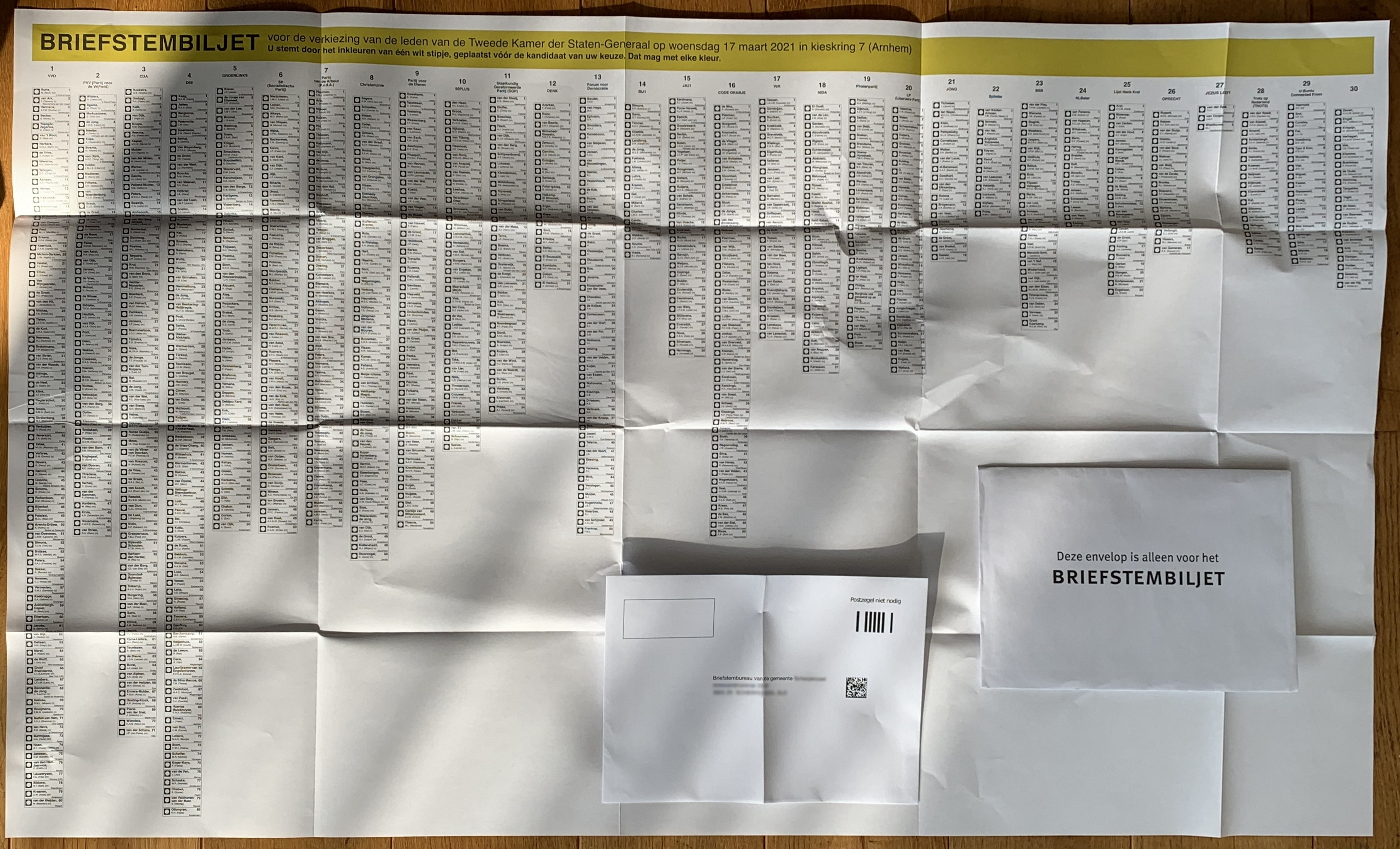
Butlleta electoral i sobres del vot per correu

Les eleccions legislatives neerlandeses de 2021 són eleccions nacionals en temps de la pandèmia de COVID-19. El 15 i 16 de març del 2021 ja hi havia col·legis electorals oberts en cada municipi. Aquests dies suplementaris per poder votar eren destinats sobretot a persones de risc. També hi havia mesures especials per poder fer les eleccions d'una manera segura, que ja havien estat provades en les eleccions especials posteriors a redistribucions municipals del 18 de novembre del 2020. La ministra d'Afers Interiors i Relacions del Regne, Kajsa Ollongren, va anunciar l'obertura de part dels col·legis electorals els dos dies abans de la data de les eleccions, per donar la possibilitat a la gent de més de setanta anys de votar per correu i ampliar el nombre de vots delegats de dos a tres. A cada col·legi hi havia igualment una persona que controlava que no hi hagués massa gent i que tothom complís les mesures contra la COVID-19. Per fer possible aquests canvis, calia un canvi temporal de la llei electoral, que va ser acceptat el 26 de gener del 2021.

## Partits
| Llista | Partit                                                | Cap de llista                  | Circumscripció /20 | Eleccions 2017 | Eleccions 2017 |
| Llista | Partit                                                | Cap de llista                  | Circumscripció /20 | %              | Escons         |
| ------ | ----------------------------------------------------- | ------------------------------ | ------------------ | -------------- | -------------- |
| 1      | Partit Popular per la Llibertat i la Democràcia (VVD) | Mark Rutte                     | 20                 | 21,29          | 33             |
| 2      | Partit per la Llibertat (PVV)                         | Geert Wilders                  | 20                 | 13,06          | 20             |
| 3      | Crida Demòcrata Cristiana (CDA)                       | Wopke Hoekstra                 | 20                 | 12,38          | 19             |
| 4      | Demòcrates 66 (D66)                                   | Sigrid Kaag                    | 20                 | 12,23          | 19             |
| 5      | Esquerra Verda (GL)                                   | Jesse Klaver                   | 20                 | 9,13           | 14             |
| 6      | Partit Socialista (SP)                                | Lilian Marijnissen             | 20                 | 9,09           | 14             |
| 7      | Partit del Treball (PvdA)                             | Lilianne Ploumen               | 20                 | 5,70           | 9              |
| 8      | Unió Cristiana (CU)                                   | Gert-Jan Segers                | 20                 | 3,39           | 5              |
| 9      | Partit pels Animals (PvdD)                            | Esther Ouwehand                | 20                 | 3,19           | 5              |
| 10     | 50PLUS (50+)                                          | Liane den Haan                 | 20                 | 3,11           | 4              |
| 11     | Partit Polític Reformat (SGP)                         | Kees van der Staaij            | 20                 | 2,08           | 3              |
| 12     | DENK                                                  | Farid Azarkan                  | 20                 | 2,06           | 3              |
| 13     | Fòrum per a la Democràcia (FVD)                       | Thierry Baudet                 | 20                 | 1,78           | 2              |
| 14     | BIJ1                                                  | Sylvana Simons                 | 20                 | 0,27           | 0              |
| 15     | JA21                                                  | Joost Eerdmans                 | 20                 |                |                |
| 16     | CODE ORANJE                                           | Richard de Mos                 | 20                 |                |                |
| 17     | Volt                                                  | Laurens Dassen                 | 20                 |                |                |
| 18     | NIDA                                                  | Nourdin El Ouali               | 20                 |                |                |
| 19     | Piratenpartij                                         | Matthijs Pontier               | 20                 | 0,34           | 0              |
| 20     | LP (Libertaire Partij)                                | Robert Valentine               | 20                 | 0,01           | 0              |
| 21     | JONG                                                  | Jaron Tichelaar                | 19                 |                |                |
| 22     | Splinter                                              | Femke Merel van Kooten-Arissen | 19                 |                |                |
| 23     | BBB                                                   | Caroline van der Plas          | 19                 |                |                |
| 24     | NLBeter                                               | Esther van Fenema              | 19                 |                |                |
| 25     | Lijst Henk Krol                                       | Henk Krol                      | 19                 |                |                |
| 26     | OPRECHT                                               | Michael Ruperti                | 19                 |                |                |
| 27     | JEZUS LEEFT                                           | Florens van der Spek           | 16                 | 0,03           | 0              |
| 28     | Trots op Nederland (TROTS)                            | Sander van den Raadt           | 13                 |                |                |
| 29     | U-Buntu Connected Front                               | Regillio Vaarnold              | 13                 |                |                |
| 30     | blanco lijst                                          | Anna Zeven                     | 12                 |                |                |
| 31     | Partij van de Eenheid                                 | Arnoud van Doorn               | 8                  |                |                |
| 32     | De Feestpartij (DFP)                                  | Johan Vlemmix                  | 8                  |                |                |
| 33     | Vrij en Sociaal Nederland                             | Bas Filippini                  | 6                  |                |                |
| 34     | Wij zijn Nederland                                    | Erwin Versteeg                 | 6                  |                |                |
| 35     | Modern Nederland                                      | Niels Heeze                    | 4                  |                |                |
| 36     | De Groenen                                            | Otto ter Haar                  | 2                  |                |                |
| 37     | Partij voor de Republiek                              | Bruno Braakhuis                | 2                  |                |                |

## Resultats
A les eleccions, els partits liberals Partit Popular per la Llibertat i la Democràcia (VVD) i Demòcrates 66 (D66) van guanyar escons, amb el D66 convertint-se en el segon partit més important i el VVD mantenint la seva posició com a partit més important. El suport dels partits d'esquerra (Partit Socialista (SP), Partit del Treball (PvdA) i Esquerra Verda (GL)) va suposar menys del 20% dels vots. Segons el politòleg Cas Mudde, el declivi constant de l'esquerra des del 2006 es pot explicar principalment per una agenda mediàtica dominada per qüestions socials, especialment qüestions d'identitat, a costa de qüestions econòmiques i socials. La fracció de vots desaprofitats a causa del llindar electoral va ser de l'1,99%.

### Participació i vots per escó
|               | 2017       | 2017   | 2021       | 2021  |
| # vots        | %          | # vots | %          |       |
| ------------- | ---------- | ------ | ---------- | ----- |
| Electors      | 12.950.685 |        | 13.200.000 |       |
| Abstenció     | 2.387.229  | 18,43  | 2.798.400  | 21,2  |
| Participació  | 10.563.456 | 81,57  | 10.401.600 | 78,8  |
| Vots nuls     | 31.539     | 0,30   | 20.803     | 0,20  |
| Vots en blanc | 15.876     | 0,15   |            |       |
| Vots vàlids   | 10.516.041 | 99,55  | 10.263.144 | 99,67 |
| Vots per escó | 70.107     | 0,66   | 68.421     | 0,66  |

### Resultats per partit
| Partit                                                | 2017       | 2017  | 2017   | 2021       | 2021 | 2021   | Diferència | Diferència |
| Partit                                                | # vots     | %     | escons | # vots     | %    | escons | %-punt     | escons     |
| ----------------------------------------------------- | ---------- | ----- | ------ | ---------- | ---- | ------ | ---------- | ---------- |
| Partit Popular per la Llibertat i la Democràcia (VVD) | 2.238.351  | 21,29 | 33     | 2.248.778  | 21,9 | 34     | +0,63      | +1         |
| Demòcrates 66 (D66)                                   | 1.285.819  | 12,23 | 19     | 1.533.745  | 14,9 | 24     | +2,67      | +5         |
| Partit per la Llibertat (PVV)                         | 1.372.941  | 13,06 | 20     | 1.115.679  | 10,9 | 17     | -2,16      | -3         |
| Crida Demòcrata Cristiana (CDA)                       | 1.301.796  | 12,38 | 19     | 981.468    | 9,5  | 15     | -2,88      | -4         |
| Partit Socialista (SP)                                | 955.633    | 9,09  | 14     | 617.445    | 6,0  | 9      | -3,09      | -5         |
| Partit del Treball (PvdA)                             | 599.699    | 5,70  | 9      | 585.227    | 5,7  | 9      | 0          | 0          |
| Esquerra Verda (GL)                                   | 959.600    | 9,13  | 14     | 519.989    | 5,1  | 8      | -4,03      | -6         |
| Fòrum per a la Democràcia (FVD)                       | 187.162    | 1,78  | 2      | 516.475    | 5,0  | 8      | +3,22      | +6         |
| Partit pels Animals (PvdD)                            | 335.214    | 3,19  | 5      | 390.757    | 3,8  | 6      | +0,61      | +1         |
| Unió Cristiana (CU)                                   | 356.271    | 3,39  | 5      | 347.500    | 3,4  | 5      | +0,01      | 0          |
| Volt                                                  | -          | -     | -      | 245.115    | 2,4  | 3      | +2,4       | +3         |
| JA21                                                  | -          | -     | -      | 243.579    | 2,4  | 3      | +2,4       | +3         |
| Partit Polític Reformat (SGP)                         | 218.950    | 2,08  | 3      | 214.812    | 2,1  | 3      | +0,02      | 0          |
| DENK (DENK)                                           | 216.147    | 2,06  | 3      | 204.707    | 2,0  | 3      | -0,06      | 0          |
| 50PLUS (50+)                                          | 327.131    | 3,11  | 4      | 105.626    | 1,0  | 1      | -2,11      | -3         |
| BBB                                                   | -          | -     | -      | 103.515    | 1,0  | 1      | 1,0        | +1         |
| BIJ1                                                  | 28.700     | 0,27  | 0      | 83.484     | 0,8  | 1      | +0,53      | +1         |
| Total                                                 | 10.516.041 | 100   | 150    | 10.263.144 | 100  | 150    | 0          | 0          |

## Conseqüències
El Partit Popular per la Llibertat i la Democràcia (VVD), Crida Demòcrata Cristiana (CDA), Demòcrates 66 (D66) i Unió Cristiana (CU) el 15 de desembre de 2021 van presentar un acord de coalició sota el lideratge de Mark Rutte i els ministres van jurar el 10 de gener de 2022.